# Juliette chante aux Halles
Albums de Juliette
Irrésistible
(1993) Rimes féminines
(1996)
Juliette chante aux Halles est le troisième album live de l'auteur-compositrice-interprète française Juliette, sorti en 1995.

## Genèse
Après Irrésistible, son premier album en studio récompensé le 7 février 1994 par une nomination à la 9e cérémonie des Victoires de la musique, puis un Grand Prix de l'académie Charles-Cros,, en mars de la même année, la chanteuse entame une tournée qui débute aux Francofolies de La Rochelle le 17 juillet (lors d'une « Fête à Juliette »), et se termine par un concert donné à l'auditorium du Forum des Halles à Paris du 8 au 31 décembre 1994,. C'est ce dernier récital qui sera enregistré et donnera lieu à l'album Juliette chante aux Halles.

## Caractéristiques artistiques

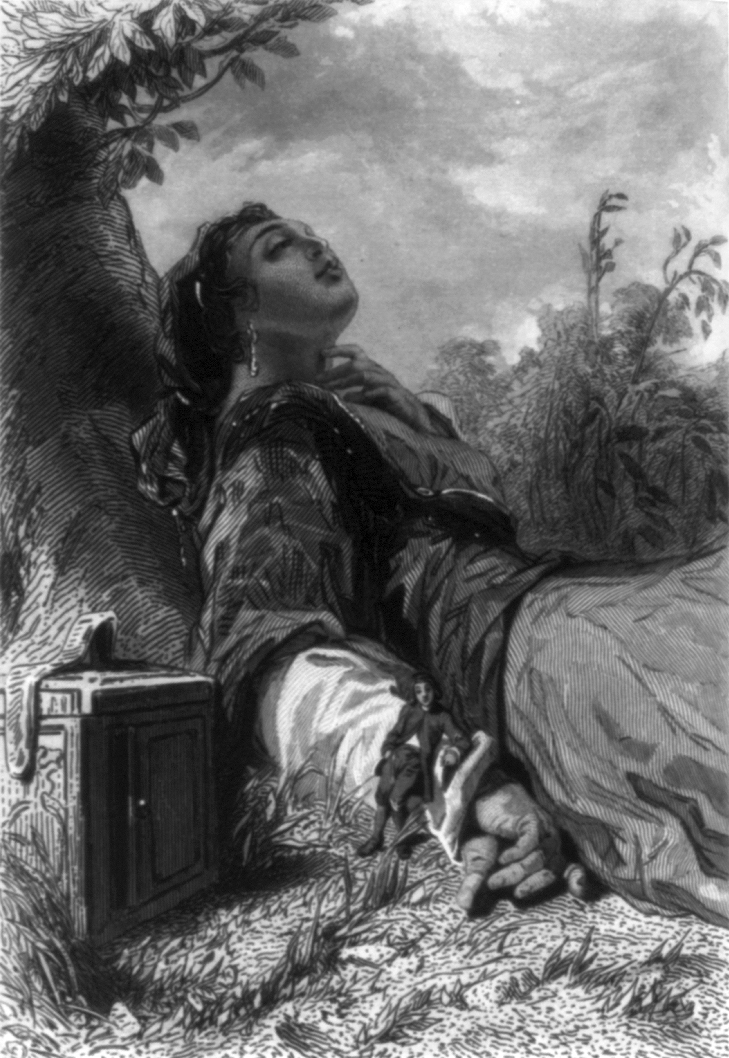
Gravure représentant une géante, personnage baudelairien qui donnera lieu à la chanson du même titre.

Libérée de son piano, la chanteuse dispose cette fois de trois musiciens (dont deux percussionnistes)  et peut réellement s'amuser sur scène. Elle porte des tenues adaptées aux différents thèmes des chansons, notamment une grande robe rouge à laquelle on a rajouté trente mètres de tulle, pour illustrer le morceau Monsieur Vénus qui dépeint les amours nécrophiles entre une femme très masculine et un homme efféminé jusqu'au travestissement qui se fait tuer lors d'un duel. À ce sujet, la chanteuse se souvient que : « pendant toute la chanson, le tulle entre en scène, comme une traîne de mariée… Sauf que c'est rouge ! […] et à la fin, on a l'impression que je baigne dans une mer de sang. »
L'album reprend évidemment de nombreux titres que Juliette chante depuis ses débuts, en leur apportant parfois des couleurs orchestrales comme sur ¿Qué tal?, chanson sur la vieillesse qui donnait son titre à son premier disque en public. L'interprétation des chansons comiques de l'album Irrésistible comme Les lanciers du Bengale ou Petits métiers est enrichie par des trouvailles sonores et effets visuels, tandis que les titres plus spectaculaires comme Irrésistible ou Manèges sont chantés plus subtilement qu'en studio. Monocle et col dur, qui évoque l'atmosphère des cabarets lesbiens d'avant-guerre,, est joué plus lentement et donne lieu à quelques improvisations au piano qui trahissent la longue expérience du pianiste Didier Goret, en tant qu'accompagnateur de chanteurs de jazz.
L'album comporte également La géante, une chanson inédite signée Pierre Philippe que l'on retrouvera en version studio dans l'album Rimes féminines. Ce titre s'inspire beaucoup du sonnet éponyme de Charles Baudelaire et montre bien la prédilection de la chanteuse pour les personnages monstrueux. Parmi les nouveaux morceaux, on retrouve aussi le futur classique Tout est bon dans le cochon, que la chanteuse avait déjà interprété en studio dans l'album collectif Un porc ex porc,, ainsi que plusieurs reprises de titres très anciens comme Du gris, une chanson réaliste qui fait référence à l'addiction au tabac, et que Juliette chante a cappella, le poème Papier buvard écrit à l'origine en 1932 par le poète surréaliste Robert Desnos pour Marianne Oswald, et mis en musique par Juliette elle-même,, sans oublier une version particulièrement iconoclaste du célèbre Rossignol de mes amours extrait de l'opérette Le Chanteur de Mexico.

## Parution et réception
Sorti en édition limitée à 5000 exemplaires sur le label indépendant Le Rideau Bouge en 1995,, ce disque est aujourd'hui introuvable dans le commerce. Mais l'album a tout de même fait l'objet d'une réédition dans le 4e CD du coffret Intégrale des albums en 13 CD + 1 CD raretés publié par Polydor en 2016,.

## Fiche technique

### Liste des chansons
| No  | Titre                       | Paroles             | Musique                                 | Durée |
| --- | --------------------------- | ------------------- | --------------------------------------- | ----- |
| 1.  | Irrésistible                | Pierre Philippe     | Juliette Noureddine                     | 4:10  |
| 2.  | Présentation                |                     |                                         |       |
| 3.  | ¿Qué Tal?                   | Katryn Lingua       | Juliette Noureddine                     | 4:49  |
| 4.  | Présentation                |                     |                                         |       |
| 5.  | Les lanciers du Bengale     | Juliette Noureddine | Juliette Noureddine                     | 3:45  |
| 6.  | Papier buvard               | Robert Desnos       | Juliette Noureddine                     | 4:13  |
| 7.  | La géante                   | Pierre Philippe     | Juliette Noureddine                     | 6:01  |
| 8.  | Manèges                     | Pierre Philippe     | Juliette Noureddine & Philippe Dubosson | 6:09  |
| 9.  | Présentation                |                     |                                         |       |
| 10. | Petits métiers              | Pierre Philippe     | Juliette Noureddine                     | 4:46  |
| 11. | Monocle et col dur          | Pierre Philippe     | Juliette Noureddine                     | 5:06  |
| 12. | Monsieur Vénus              | Pierre Philippe     | Juliette Noureddine                     | 8:04  |
| 13. | Présentation                |                     |                                         |       |
| 14. | Tout est bon dans le cochon | Juliette Noureddine | Juliette Noureddine                     | 2:55  |
| 15. | Du gris                     | Ernest Dumont       | Ferdinand-Louis Bénech                  | 5:06  |
| 16. | Rossignol de mes amours     | Raymond Vincy       | Francis Lopez                           | 6:29  |

### Crédits
| - Juliette Noureddine : chant et arrangements - Didier Goret : piano, claviers, direction d'orchestre et arrangements - Franck Steckar : claviers, percussions - Bruno Grare : percussions | - Gérard Lhomme : enregistrement et mixage - Jean-Pierre Bouquet : mastering - Eric Vazzoler, Stéphane Baquet : photographie - Emmanuel Albrand : illustration |